# Kujawa, Lubusz
Kujawa [kujava] este un sat din districtul administrativ al comunității Gubin , în județul Krosno Odrzanskie, Voievodatul Lubusz, în vestul Poloniei, aproape de frontiera germană. Acesta se află la aproximativ 8 km (5 km) sud-est de Gubin , la 27 km (17 km) sud-vest a Krosno Odrzanskie , și la 50 km (31 km) la vest de Zielona Gora.
Înainte de 1945, zona a fost parte din Germania (a se vedea modificările teritoriale din Polonia, după al doilea război mondial.